# Milan Brabec
Milan Brabec (* 9. února 1951) je český fotbalový rozhodčí, manažer a realitní makléř, který proslul jako jeden z hlavních aktérů korupční kauzy ve fotbale v letech 2003 a 2004.
Jako fotbalový rozhodčí působil v letech 1989–1997, kdy odřídil 71 ligových zápasů.
Následně působil jako předseda komise rozhodčích a druhý místopředseda Českomoravského fotbalového svazu. Právě jako předseda komise určoval, který rozhodčí budou soudcovat který zápas a díky tomu ovlivňoval jejich průběh. Kauza ovlivněných zápasů vypukla po zveřejnění odposlechů telefonních hovorů mezi Brabcem a sportovním ředitelem FK Viktoria Žižkov Ivanem Horníkem. Horník se pomocí úplatků snažil ovlivnit výsledky zápasů ve prospěch svého klubu, aby Viktoria nesestoupila z 1. ligy, k čemuž nakonec stejně došlo.
Po zveřejnění odposlechů Brabec svůj podíl na korupčním jednání popíral, po nátlaku nakonec 15. listopadu 2004 na místopředsednický post v ČMFS rezignoval. Disciplinární komise Brabcovi udělila trest dvouletého zákazu činnosti ve fotbale a pokutu 100 000 korun. V trestním stíhání nicméně Brabec nebyl nikdy obviněn. Na motivy korupční kauzy vzniklo divadelní představení Ivánku, kamaráde, můžeš mluvit?